# Порховка чернеющая
Порховка чернеющая (лат. Bovista nigrescens) — вид грибов, входящий в род Bovista семейства шампиньоновых (Agaricaceae).

## Описание
Плодовые тела — апотеции (в виде шляпки на ножке) — имеют форму сферы. Наружная поверхность белая. Внутренняя поверхность зрелых экземпляров коричневая. Мякоть молодых грибов светлая и мягкая. Ножка отсутствует. Диаметр 3-6 см. Споры коричневые.

## Съедобность
Съедобны только молодые экземпляры. Относится к грибам низкого качества.

### Сходные виды
- Порховка свинцово-серая — отличается более светлым цветом внутренней оболочки.